# Kanton Cayenne-Sud-Est
Kanton Cayenne-Sud-Est is een kanton van het Franse departement Frans-Guyana. Kanton Cayenne-Sud-Est maakt deel uit van het arrondissement Cayenne en telt 20.644 inwoners (2007).
Het kanton Cayenne-Centre omvat slechts een deel van de gemeente Cayenne.